# Gargara barkamensis
Gargara barkamensis är en insektsart som beskrevs av Chou och Yuan. Gargara barkamensis ingår i släktet Gargara och familjen hornstritar. Inga underarter finns listade i Catalogue of Life.